# Campeonato Europeu de Futebol de 2008/Grupo A
O Grupo A do Campeonato Europeu de Futebol de 2008 é um dos quatro grupos de nações em competição para o Euro 2008 da UEFA. O primeiro confronto deu-se em 7 de Junho e o último dar-se-á a 15 de Junho, com todos os seis jogos decididos em território suíço, nomeadamente em Basileia e Genebra. O grupo é constituído pela co-anfitrião Suíça, o finalista do Euro 2004 Portugal, bem como a República Checa e a Turquia.
Portugal apurou-se para os quartos-de-final logo nos primeiros dois jogos, contra a Turquia e a República Checa, totalizando cinco gols e destacando-se como vencedor do grupo. O segundo lugar dos quartos-de-final iria para o vencedor do jogo entre a Turquia e a República Checa. No entanto, por ambas equipas disporem do mesmo resultado até então, se a partida terminasse num empate, o apuramento teria que ser decidido por grandes penalidades - o que constituiria o primeiro apuramento por pênaltis em fase de grupos num torneio internacional de grande visibilidade. Entretanto, a Suíça tornou-se a primeira equipa a ser eliminada do torneio ao perder no seu segundo confronto com a Turquia 2-1, por um gol de Arda Turan marcado nos últimos minutos, e uma vez que já tinha perdido contra a República Checa 1-0 no jogo de abertura.

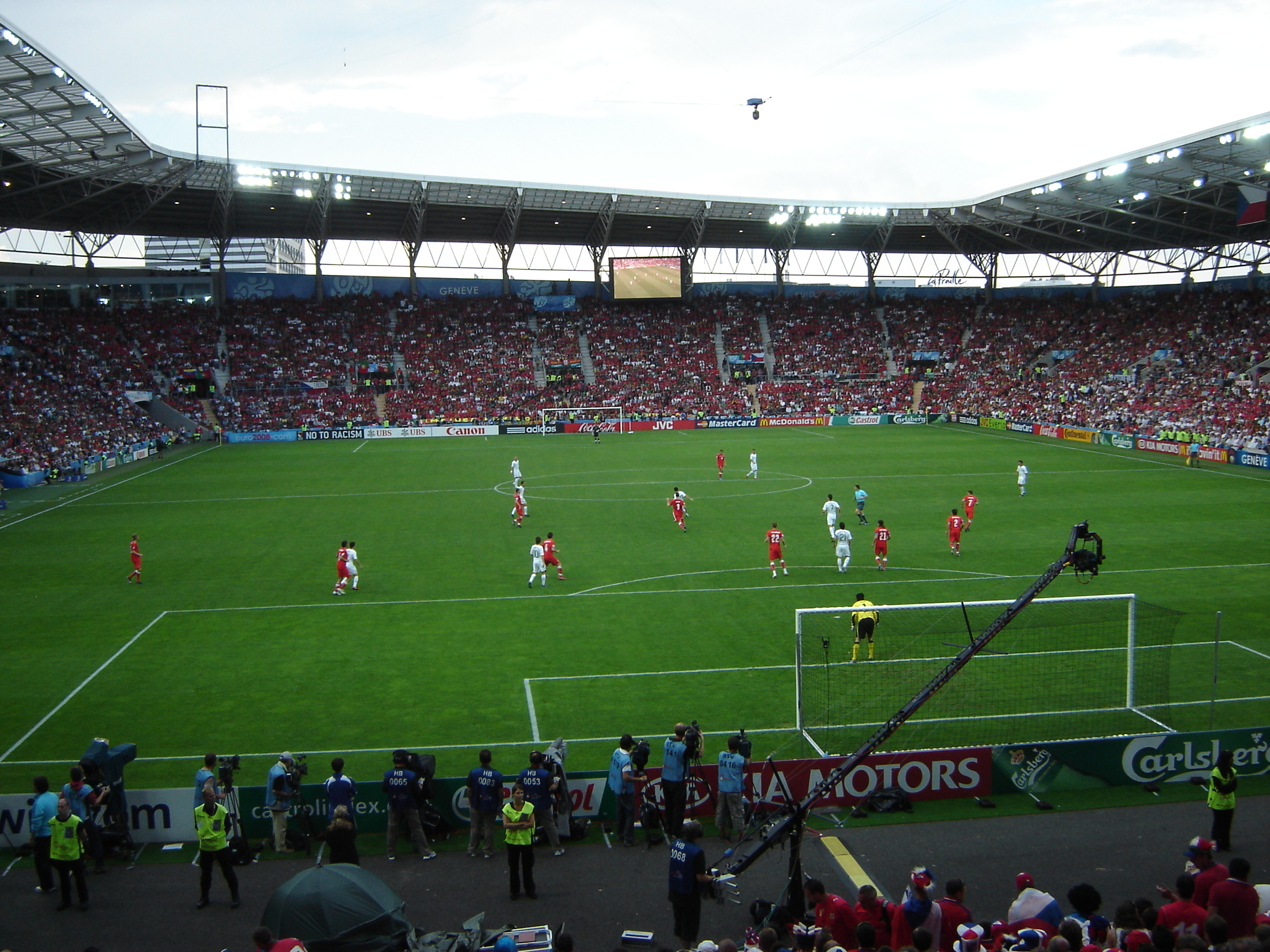
Lance do jogo República Checa-Portugal, 11/6/2008

Com a passagem à fase seguinte assegurada, na última ronda de encontros pôde assistir-se a uma equipa portuguesa praticamente toda remodelada (8 jogadores) contra uma Suíça empenhada em arrancar uma vitória na competição, jogando com a equipa completa para o resultado 2-0. Simultaneamente, era decidido quem passaria aos quartos-de-final entre a Turquia e a República Checa. Os Checos mantiveram o 1-0 até ao intervalo, dobrando o resultado pouco depois do recomeço do jogo. Arda Turan devolveu as esperanças à seleção turca aos 75 minutos, minutos antes de um erro pouco característico de Petr Čech possibilitar a Nihat Kahveci empatar o jogo. Potenciados pela recuperação, os turcos insistiram na vitória e, aos 88 minutos, Nihat voltou a marcar na baliza de Čech a uma distância de 20 jardas (18,29 metros). Retomado o jogo, o goleiro turco, Volkan Demirel, empurrou o atacante checo Jan Koller e foi imediatamente expulso. Os Turcos conseguiram suster o resultado, apesar jogarem então com Tuncay Şanlı na baliza, assegurando o acesso aos quartos-de-final. O ambiente complica-se com a sanção dos checos Tomáš Ujfaluši e Milan Baroš, que viram ambos cartão amarelo, mesmo apesar de Baroš nunca sair do banco.
| Pos | Equipe    | Pts | J | V | E | D | GP | GC | SG | Classificado          |
| --- | --------- | --- | - | - | - | - | -- | -- | -- | --------------------- |
| 1   | Portugal  | 6   | 3 | 2 | 0 | 1 | 5  | 3  | +2 | Equipes classificadas |
| 2   | Turquia   | 6   | 3 | 2 | 0 | 1 | 5  | 5  | 0  | Equipes classificadas |
| 3   | Tchéquia  | 3   | 3 | 1 | 0 | 2 | 4  | 6  | −2 | Eliminado             |
| 4   | Suíça (H) | 3   | 3 | 1 | 0 | 2 | 3  | 3  | 0  | Eliminado             |

1. 1 2  Resultado confronto direto: Portugal 2–0 Turquia.
2. 1 2  Resultado confronto direto: Suíça 0–1 República Tcheca.

## Suíça vs República Checa
| 7 de Junho de 2008 18:00 | Suíça | 0 - 1     | Tchéquia    | St. Jakob-Park, Basileia Público: 39,730 Árbitro: Roberto Rosetti |
|                          |       | Relatório | Svěrkoš 70' |                                                                   |

| SUÍÇA:         |    |                      |       |     |
|                |    |                      |       |     |
| GK             | 1  | Diego Benaglio       |       |     |
| RB             | 5  | Stephan Lichtsteiner |       | 75' |
| CB             | 20 | Patrick Müller       |       |     |
| CB             | 4  | Philippe Senderos    |       |     |
| LB             | 3  | Ludovic Magnin       | 59'   |     |
| RM             | 19 | Valon Behrami        |       | 84' |
| CM             | 8  | Gökhan Inler         |       |     |
| CM             | 15 | Gelson Fernandes     |       |     |
| LM             | 16 | Tranquillo Barnetta  | 90+3' |     |
| CF             | 9  | Alexander Frei (c)   |       | 46' |
| CF             | 11 | Marco Streller       |       |     |
| Substituições: |    |                      |       |     |
| MF             | 10 | Hakan Yakın          |       | 46' |
| FW             | 22 | Johan Vonlanthen     | 76'   | 75' |
| FW             | 12 | Eren Derdiyok        |       | 84' |
| Seleccionador: |    |                      |       |     |
| Köbi Kuhn      |    |                      |       |     |

| REPÚBLICA CHECA: |    |                    |  |     |
|                  |    |                    |  |     |
| GK               | 1  | Petr Čech          |  |     |
| RB               | 2  | Zdeněk Grygera     |  |     |
| CB               | 21 | Tomáš Ujfaluši (c) |  |     |
| CB               | 22 | David Rozehnal     |  |     |
| LB               | 6  | Marek Jankulovski  |  |     |
| DM               | 4  | Tomáš Galásek      |  |     |
| CM               | 14 | David Jarolím      |  | 87' |
| CM               | 3  | Jan Polák          |  |     |
| RW               | 7  | Libor Sionko       |  | 83' |
| LW               | 20 | Jaroslav Plašil    |  |     |
| CF               | 9  | Jan Koller         |  | 56' |
| Substituições:   |    |                    |  |     |
| FW               | 10 | Václav Svěrkoš     |  | 56' |
| FW               | 11 | Stanislav Vlček    |  | 83' |
| MF               | 5  | Radoslav Kováč     |  | 87' |
| Seleccionador:   |    |                    |  |     |
| Karel Brückner   |    |                    |  |     |

| Homem do Jogo Tomáš Ujfaluši Árbitros assistentes: Alessandro Griselli Paolo Calcagno Quarto árbitro: Stéphane Lannoy |

## Portugal vs Turquia
| 7 de Junho de 2008 | Portugal                       | 2 – 0       | Turquia | Stade de Genève, Genebra Público: 29.106 Árbitro: Herbert Fandel |
|                    | Pepe 61' · Raul Meireles 90+3' | (Relatório) |         |                                                                  |

| PORTUGAL:           |    |                   |  |       |
|                     |    |                   |  |       |
| GR                  | 1  | Ricardo Pereira   |  |       |
| DD                  | 4  | José Bosingwa     |  |       |
| DC                  | 15 | Pepe              |  |       |
| DC                  | 16 | Ricardo Carvalho  |  |       |
| DE                  | 2  | Paulo Ferreira    |  |       |
| MC                  | 8  | Petit             |  |       |
| MC                  | 10 | João Moutinho     |  |       |
| MD                  | 7  | Cristiano Ronaldo |  |       |
| MA                  | 20 | Deco              |  | 90+2' |
| ME                  | 11 | Simão             |  | 83'   |
| AV                  | 21 | Nuno Gomes (c)    |  | 69'   |
| Substituições:      |    |                   |  |       |
| ME                  | 19 | Nani              |  | 69'   |
| MA                  | 6  | Raul Meireles     |  | 83'   |
| DC                  | 5  | Fernando Meira    |  | 90+2' |
| Treinador:          |    |                   |  |       |
| Luiz Felipe Scolari |    |                   |  |       |

| TURQUIA:       |    |                    |     |     |
|                |    |                    |     |     |
| GR             | 23 | Volkan Demirel     |     |     |
| DD             | 22 | Hamit Altıntop     |     | 76' |
| DC             | 2  | Servet Çetin       |     |     |
| DC             | 4  | Gökhan Zan         | 51' | 55' |
| DE             | 3  | Hakan Balta        |     |     |
| MD             | 18 | Mevlüt Erdinç      | 4'  |     |
| MC             | 5  | Emre Belözoğlu (c) |     |     |
| ME             | 7  | Mehmet Aurélio     |     |     |
| MA             | 21 | Mevlüt Erdinç      |     | 46' |
| MA             | 17 | Tuncay Şanlı       |     |     |
| AV             | 8  | Nihat Kahveci      |     |     |
| Substituições: |    |                    |     |     |
| DC             | 20 | Sabri Sarıoğlu     | 73' | 46' |
| DC             | 15 | Emre Aşık          |     | 55' |
| AV             | 9  | Semih Şentürk      |     | 76' |
| Treinador:     |    |                    |     |     |
| Fatih Terim    |    |                    |     |     |

| Homem do Jogo Pepe Árbitros Auxiliares: Carsten Kadach Volker Wezel 4º Árbitro: Viktor Kassai |

## República Checa vs Portugal
| 11 de Junho de 2008 18:00 | República Checa | 1 – 3       | Portugal                               | Stade de Genève, Genebra Público: 29.016 Árbitro: Kyros Vassaras |
|                           | Sionko 17'      | (Relatório) | Deco 8' · Ronaldo 63' · Quaresma 90+1' |                                                                  |

| República Checa: |    |                    |     |     |
|                  |    |                    |     |     |
| GR               | 1  | Petr Čech          |     |     |
| DD               | 2  | Zdeněk Grygera     |     |     |
| DC               | 21 | Tomáš Ujfaluši (c) |     |     |
| DC               | 22 | David Rozehnal     |     |     |
| DE               | 6  | Marek Jankulovski  |     |     |
| MD               | 4  | Tomáš Galásek      |     | 73' |
| MC               | 17 | Marek Matějovský   |     | 68' |
| MC               | 3  | Jan Polák          | 22' |     |
| AD               | 7  | Libor Sionko       |     |     |
| AE               | 20 | Jaroslav Plašil    |     | 85' |
| AV               | 15 | Milan Baroš        |     |     |
| Substituições:   |    |                    |     |     |
| AV               | 11 | Stanislav Vlček    |     | 68' |
| AV               | 9  | Jan Koller         |     | 73' |
| MC               | 14 | David Jarolím      |     | 84' |
| Treinador:       |    |                    |     |     |
| Karel Brückner   |    |                    |     |     |

| PORTUGAL:           |    |                   |     |     |
|                     |    |                   |     |     |
| GR                  | 1  | Ricardo Pereira   |     |     |
| DD                  | 4  | José Bosingwa     | 31' |     |
| DC                  | 15 | Pepe              |     |     |
| DC                  | 16 | Ricardo Carvalho  |     |     |
| DE                  | 2  | Paulo Ferreira    |     |     |
| MD                  | 8  | Petit             |     |     |
| MC                  | 10 | João Moutinho     |     | 75' |
| AD                  | 7  | Cristiano Ronaldo |     |     |
| AC                  | 20 | Deco              |     |     |
| AE                  | 11 | Simão             |     | 80' |
| AV                  | 21 | Nuno Gomes (c)    |     | 79' |
| Substituições:      |    |                   |     |     |
| DC                  | 5  | Fernando Meira    |     | 75' |
| AV                  | 9  | Hugo Almeida      |     | 79' |
| AE                  | 17 | Ricardo Quaresma  |     | 80' |
| Treinador:          |    |                   |     |     |
| Luiz Felipe Scolari |    |                   |     |     |

| Homem do Jogo Cristiano Ronaldo Árbitros Assistentes: Dimitris Bozatzidis Dimitris Saraidaris 4º Árbitro: Kristinn Jakobsson |

## Suíça vs Turquia
| 11 de Junho de 2008 20:45 | Suíça     | 1 - 2     | Turquia                | St. Jakob-Park, Basileia Público: Árbitro: Ľuboš Micheľ |
|                           | Yakın 32' | Relatório | Semih 57' · Arda 90+2' |                                                         |

| SUÍÇA:         |    |                      |     |     |
|                |    |                      |     |     |
| GK             | 1  | Diego Benaglio       |     |     |
| RB             | 5  | Stephan Lichtsteiner |     |     |
| CB             | 20 | Patrick Müller       |     |     |
| CB             | 4  | Philippe Senderos    |     |     |
| LB             | 3  | Ludovic Magnin (c)   |     |     |
| RM             | 19 | Valon Behrami        |     |     |
| CM             | 8  | Gökhan Inler         |     |     |
| CM             | 15 | Gelson Fernandes     |     | 76' |
| LM             | 16 | Tranquillo Barnetta  |     | 66' |
| SS             | 10 | Hakan Yakin          |     | 85' |
| CF             | 12 | Eren Derdiyok        | 55' |     |
| Substitutions: |    |                      |     |     |
| FW             | 22 | Johan Vonlanthen     |     | 66' |
| MF             | 7  | Ricardo Cabanas      |     | 76' |
| FW             | 14 | Daniel Gygax         |     | 85' |
| Manager:       |    |                      |     |     |
| Köbi Kuhn      |    |                      |     |     |

| TURQUIA:       |    |                      |     |     |
|                |    |                      |     |     |
| GK             | 23 | Volkan Demirel       |     |     |
| RB             | 22 | Hamit Altıntop       |     |     |
| CB             | 15 | Emre Aşık            |     |     |
| CB             | 2  | Servet Çetin         |     |     |
| LB             | 3  | Hakan Balta          | 48' |     |
| DM             | 7  | Mehmet Aurélio       | 41' |     |
| RM             | 10 | Gökdeniz Karadeniz   |     | 46' |
| LM             | 14 | Arda Turan           |     |     |
| AM             | 11 | Tümer Metin          |     | 46' |
| CF             | 8  | Nihat Kahveci (c)    |     | 85' |
| CF             | 17 | Tuncay Şanlı         | 31' |     |
| Substituições: |    |                      |     |     |
| MF             | 6  | Mehmet Topal         |     | 46' |
| FW             | 9  | Semih Şentürk        |     | 46' |
| MF             | 18 | Colin Kazim-Richards |     | 85' |
| Seleccionador: |    |                      |     |     |
| Fatih Terim    |    |                      |     |     |

| Homem do jogo Arda Turan Árbitros assistentes: Roman Slyško Martin Balko Quarto árbitro: Damir Skomina |

## Suíça vs Portugal
| 15 de Junho de 2008 20:45 | Suíça                | 2 – 0       | Portugal | St. Jakob-Park, Basileia Públic: 39.730 Árbitro: Konrad Plautz |
|                           | Yakin 71' 83' (pen.) | (Relatório) |          |                                                                |

| SUÍÇA:         |    |                      |       |     |
|                |    |                      |       |     |
| GR             | 18 | Pascal Zuberbühler   |       |     |
| DD             | 5  | Stephan Lichtsteiner |       | 83' |
| DC             | 20 | Patrick Müller       |       |     |
| DC             | 4  | Philippe Senderos    |       |     |
| DE             | 3  | Ludovic Magnin (c)   |       |     |
| MD             | 19 | Valon Behrami        |       |     |
| MC             | 15 | Gelson Fernandes     | 90+2' |     |
| MC             | 8  | Gökhan Inler         |       |     |
| ME             | 22 | Johan Vonlanthen     | 37'   | 61' |
| AV             | 10 | Hakan Yakin          | 27'   | 86' |
| AV             | 12 | Eren Derdiyok        |       |     |
| Substituições: |    |                      |       |     |
| MC             | 16 | Tranquillo Barnetta  | 81'   | 61' |
| DC             | 13 | Stéphane Grichting   |       | 83' |
| MC             | 7  | Ricardo Cabanas      |       | 86' |
| Treinador:     |    |                      |       |     |
| Köbi Kuhn      |    |                      |       |     |

| PORTUGAL:           |    |                    |     |     |
|                     |    |                    |     |     |
| GR                  | 1  | Ricardo Pereira    |     |     |
| DD                  | 13 | Miguel             | 81' |     |
| DC                  | 15 | Pepe               |     |     |
| DC                  | 3  | Bruno Alves        |     |     |
| DE                  | 2  | Paulo Ferreira     | 30' | 41' |
| MC                  | 5  | Fernando Meira (c) | 78' |     |
| MC                  | 18 | Miguel Veloso      |     | 71' |
| MC                  | 6  | Raul Meireles      |     |     |
| AD                  | 17 | Ricardo Quaresma   |     |     |
| AE                  | 19 | Nani               |     |     |
| AV                  | 23 | Helder Postiga     |     | 74' |
| Substituições:      |    |                    |     |     |
| DD                  | 14 | Jorge Ribeiro      | 64' | 41' |
| MC                  | 10 | João Moutinho      |     | 71' |
| AV                  | 9  | Hugo Almeida       |     | 74' |
| Manager:            |    |                    |     |     |
| Luiz Felipe Scolari |    |                    |     |     |

| Homem do jogo Hakan Yakin Árbitros Assistentes: Egon Bereuter Markus Mayr 4º Árbitro: Ivan Bebek |

## Turquia vs República Checa
| 15 de Junho de 2008 20:45 | Turquia                  | 3 - 2     | Tchéquia                | Stade de Genève, Genebra Público: 29.016 Árbitro: Peter Fröjdfeldt |
|                           | Arda 74' · Nihat 86' 88' | Relatório | Koller 33' · Plašil 61' |                                                                    |

| TURQUIA:       |    |                      |                                   |     |
|                |    |                      |                                   |     |
| GK             | 23 | Volkan Demirel       | Penalizado · Penalizado · Expulso |     |
| RB             | 22 | Hamit Altıntop       |                                   |     |
| CB             | 13 | Emre Güngör          |                                   | 63' |
| CB             | 2  | Servet Çetin         |                                   |     |
| LB             | 3  | Hakan Balta          |                                   |     |
| RM             | 6  | Mehmet Topal         | 6'                                | 57' |
| CM             | 7  | Mehmet Aurélio       | 10'                               |     |
| CM             | 14 | Arda Turan           | 64'                               |     |
| LM             | 17 | Tuncay Şanlı         |                                   |     |
| CF             | 8  | Nihat Kahveci (c)    |                                   |     |
| CF             | 9  | Semih Şentürk        |                                   | 46' |
| Substituições: |    |                      |                                   |     |
| FW             | 20 | Sabri Sarıoğlu       |                                   | 46' |
| MF             | 18 | Colin Kazim-Richards |                                   | 57' |
| DF             | 15 | Emre Aşık            | 73'                               | 63' |
| Seleccionador: |    |                      |                                   |     |
| Fatih Terim    |    |                      |                                   |     |

| REPÚBLICA CHECA: |    |                    |       |     |
|                  |    |                    |       |     |
| GK               | 1  | Petr Čech          |       |     |
| RB               | 2  | Zdeněk Grygera     |       |     |
| CB               | 21 | Tomáš Ujfaluši (c) | 90+4' |     |
| CB               | 22 | David Rozehnal     |       |     |
| LB               | 6  | Marek Jankulovski  |       |     |
| DM               | 4  | Tomáš Galásek      | 80'   |     |
| CM               | 17 | Marek Matějovský   |       | 39' |
| CM               | 3  | Jan Polák          |       |     |
| RW               | 7  | Libor Sionko       |       | 85' |
| LW               | 20 | Jaroslav Plašil    |       | 80' |
| CF               | 9  | Jan Koller         |       |     |
| Substituições:   |    |                    |       |     |
| MF               | 14 | David Jarolím      |       | 39' |
| DF               | 13 | Michal Kadlec      |       | 80' |
| FW               | 11 | Stanislav Vlček    |       | 85' |
| FW               | 15 | Milan Baroš        | 90+5' |     |
| Seleccionador:   |    |                    |       |     |
| Karel Brückner   |    |                    |       |     |

| Homem do jogo Nihat Kahveci Árbitros assistentes: Stefan Wittberg Henrik Andrén Quarto árbritro: Grzegorz Gilewski |